# Wilhelm Albrecht, Prinț de Montenuovo
Wilhelm Albrecht, Prinț de Montenuovo (n. 8 august 1819, Parma, Ducatul Parmei – d. 7 aprilie 1895, Viena, Austro-Ungaria) a fost prinț italian și Field Marshal al imperiului austriac.

## Biografie
Contele Wilhelm Albrecht de Neipperg s-a născut la Parma ca fiu al lui Adam Albert, Conte de Neipperg (1775–1829) și a celei de-a doua soții, Arhiducesa Marie Louise de Austria (1791–1847), fiica împăratului Francisc I al Austriei și a împărătesei Maria Teresa a celor Două Sicilii. Mama sa a fost împărăteasă a Franței din 1810 până în 1814 și Ducesă de Parma din 1814. În 1821 ea a făcut o căsătorie morganatică cu Adam Albert.
Wilhelm Albrecht a fost fratele vitreg al lui Napoleon al II-lea al Franței.
În 1838 a intrat în rândurile armatei austriace și a luat parte la luptele din 1848 din Italia și Ungaria obținând în 1854 titlul de Field Marshal. În 1859 a luat parte la Bătălia de la Magenta unde armata Austriei a fost învinsă de armata franco-sardină iar în 1860 a devenit comandant de regiment și a fost mutat în Boemia în 1866. În 1867 a fost promovat la rangul de general de cavalerie rămânând în această funcție până în 1878.
În 1864 a fost ridicat la rangul de Prinț de Montenuovo (traducerea italiană a Neipperg).

## Căsătorie
Wilhelm Albrecht s-a căsătorit la 22 februarie 1861 la Viena cu Contesa Juliana Batthyány-Strattmann (1827–1871), fiica cea mică a Contelui János Baptist Batthyány-Strattmann și a soțiie lui, Contesa Maria Esterházy de Galántha.
Au avut trei copii:
- Prințesa Albertine de Montenuovo (30 iunie 1853 – 13 noiembrie 1895), căsătorită în 1873 cu Contele Zigmunt Wielopolski, Marchiz Gonzaga-Myszkowski; au avut copii.
- Alfred, Prinț de Montenuovo (8 ianuarie 1863 – 10 octombrie 1946), căsătorit în 1879 cu Contesa Franziska Kinsky de Wchinitz și Tettau; au avut copii.
- Prințesa Maria de Montenuovo (14 octombrie 1868 – 17 aprilie 1932), căsătorită în 1878 cu Contele Antal Apponyi de Nagy-Appony; au avut copii.

| Wilhelm Albrecht, Prinț de Montenuovo Casa de MontenuovoNaștere: 8 august 1819 Deces: 7 aprilie 1895 |                                 |                  |
| Titluri nobiliare                                                                                    |                                 |                  |
| Titlu nou                                                                                            | Prinț de Montenuovo 1864 – 1895 | Succesor: Alfred |

1. ↑  Find a Grave, accesat în 25 februarie 2025
2. 1 2 3  Geni.com, accesat în 14 februarie 2025
3. ↑  Genealogics, accesat în 14 februarie 2025
4. 1 2  Geni.com, accesat în 26 februarie 2025